# Touffreville-la-Corbeline
Touffreville-la-Corbeline és un municipi francès situat al departament del Sena Marítim i a la regió de Normandia. L'any 2007 tenia 777 habitants.

## Demografia

### Població
El 2007 la població de fet de Touffreville-la-Corbeline era de 777 persones. Hi havia 277 famílies de les quals 44 eren unipersonals (16 homes vivint sols i 28 dones vivint soles), 92 parelles sense fills, 125 parelles amb fills i 16 famílies monoparentals amb fills.
La població ha evolucionat segons el següent gràfic:
Habitants censats

### Habitatges
El 2007 hi havia 313 habitatges, 286 eren l'habitatge principal de la família, 12 eren segones residències i 15 estaven desocupats. 310 eren cases i 2 eren apartaments. Dels 286 habitatges principals, 234 estaven ocupats pels seus propietaris, 49 estaven llogats i ocupats pels llogaters i 3 estaven cedits a títol gratuït; 2 tenien una cambra, 7 en tenien dues, 36 en tenien tres, 67 en tenien quatre i 174 en tenien cinc o més. 249 habitatges disposaven pel capbaix d'una plaça de pàrquing. A 105 habitatges hi havia un automòbil i a 161 n'hi havia dos o més.

### Piràmide de població
La piràmide de població per edats i sexe el 2009 era:
| Homes | Edats   | Dones |
| ----- | ------- | ----- |
| 0     | 95 o +  | 0     |
| 0     | 90 a 94 | 4     |
| 0     | 85 a 89 | 4     |
| 0     | 80 a 84 | 4     |
| 12    | 75 a 79 | 4     |
| 4     | 70 a 74 | 0     |
| 12    | 65 a 69 | 20    |
| 24    | 60 a 64 | 28    |
| 28    | 55 a 59 | 16    |
| 32    | 50 a 54 | 12    |
| 48    | 45 a 49 | 32    |
| 44    | 40 a 44 | 52    |
| 20    | 35 a 39 | 32    |
| 40    | 30 a 34 | 44    |
| 12    | 25 a 29 | 16    |
| 28    | 20 a 24 | 16    |
| 20    | 15 a 19 | 36    |
| 48    | 10 a 14 | 36    |
| 28    | 5 a 9   | 24    |
| 20    | 0 a 4   | 16    |

## Economia
El 2007 la població en edat de treballar era de 539 persones, 379 eren actives i 160 eren inactives. De les 379 persones actives 359 estaven ocupades (194 homes i 165 dones) i 20 estaven aturades (9 homes i 11 dones). De les 160 persones inactives 53 estaven jubilades, 66 estaven estudiant i 41 estaven classificades com a «altres inactius».

### Ingressos
El 2009 a Touffreville-la-Corbeline hi havia 291 unitats fiscals que integraven 806 persones, la mediana anual d'ingressos fiscals per persona era de 19.507 €.

### Activitats econòmiques
Dels 17 establiments que hi havia el 2007, 6 eren d'empreses de construcció, 4 d'empreses de comerç i reparació d'automòbils, 1 d'una empresa de transport, 1 d'una empresa d'hostatgeria i restauració, 1 d'una empresa immobiliària, 3 d'entitats de l'administració pública i 1 d'una empresa classificada com a «altres activitats de serveis».
Dels 6 establiments de servei als particulars que hi havia el 2009, 2 eren paletes, 1 guixaire pintor, 2 electricistes i 1 perruqueria.
L'únic establiment comercial que hi havia el 2009 era una floristeria.
L'any 2000 a Touffreville-la-Corbeline hi havia 20 explotacions agrícoles que ocupaven un total de 780 hectàrees.

## Equipaments sanitaris i escolars
El 2009 hi havia una escola elemental.

## Poblacions més properes
El següent diagrama mostra les poblacions més properes.